# Lissolongichneumon aculeatus
Lissolongichneumon aculeatus là một loài tò vò trong họ Ichneumonidae.